# Śmierć w Wenecji (film)
Śmierć w Wenecji (wł. Morte a Venezia) – włosko-francuski dramat kostiumowy z 1971 roku w reżyserii Luchino Viscontiego. Scenariusz powstał na kanwie noweli Tomasza Manna pt. Śmierć w Wenecji z 1912 roku. W noweli główny bohater był pisarzem; tymczasem Visconti przerobił go na kompozytora, wzorowanego na postaci Gustava Mahlera.

## Fabuła
Podstarzały kompozytor Gustav von Aschenbach przybywa do Wenecji, by podreperować swoje zdrowie i samopoczucie. Spotyka tam pochodzącego z Polski Tadzia, nastolatka o wyróżniającej się urodzie, który oczarowuje go swoją młodzieńczą witalnością. Tymczasem w mieście wybucha zaraza, która wzmaga u Gustava poczucie zagrożenia i nieuchronnego zmierzchu.

## Obsada
- Dirk Bogarde jako Gustav von Aschenbach
  - Massimo Foschi jako Gustav von Aschenbach (głos)
- Björn Andrésen jako Tadzio
- Silvana Mangano jako matka Tadzia
- Romolo Valli jako kierownik hotelu
- Mark Burns jako Alfred
  - Giancarlo Giannini jako Alfred (głos)
- Marisa Berenson jako pani von Aschenbach
- Nora Ricci jako guwernantka

## Produkcja
Zdjęcia kręcono w Wenecji, w Trieście (na dworcu kolejowym Campo Marzio) oraz w Kastelruth (prowincja Bolzano).

## Nagrody
David di Donatello (1971):
- nagroda dla najlepszego reżysera (Luchino Visconti)

BAFTA (1972):
- najlepsza scenografia (Ferdinando Scarfiotti)
- najlepsze kostiumy (Piero Tosi)
- najlepsze zdjęcia (Pasqualino De Santis)